# Gare du Genest
Gare du Genest vasútállomás Franciaországban, Le Genest-Saint-Isle településen.

## Vasútvonalak
Az állomást az alábbi vasútvonalak érintik:
- Párizs–Brest-vasútvonal

## Kapcsolódó állomások
A vasútállomáshoz az alábbi állomások vannak a legközelebb:
- Gare de Laval (Paris Gare Montparnasse, Párizs–Brest-vasútvonal)
- Gare de Port-Brillet (Gare de Brest, Párizs–Brest-vasútvonal)